# Abdol Rezá Pahlaví
Abdol Rezá Pahlaví (persky عبدالرضا پهلوی‎; 19. srpna 1924 Teherán – 11. května 2004 Florida) byl člen íránské dynastie Pahlaví. Byl synem Rezy Šáha a nevlastním bratrem Muhammada Rezy Pahlavího.

## Raný život a vzdělání
Narodil se 19. srpna 1924 v Teheránu. Jeho rodiči byli Rezá Šáh a princezna Esmat Dovlatšáhí. Ta byla členkou dynastie Kádžárovců a čtvrtou a zároveň poslední manželkou Rezy Šáha. Vzali se v roce 1923. Abdol Rezá měl tři bratry a sestru: Ahmada, Mahmúda, Fatimeh a Hamida. Žili s rodiči v Mramorovém paláci v Teheránu. Když byl jeho otec v exilu, doprovázel ho na Mauricius a poté v letech 1941–1944 do Johannesburgu v Jihoafrické republice. V tomto období se objevily zvěsti, že Spojenci plánovali dosadit Abdola Rezu za krále místo jeho staršího bratra Muhammada.
Vystudoval podnikovou ekonomiku na Harvardově univerzitě.

## Kariéra a názory
Za vlády svého nevlastního bratra Muhammada Rezy Pahlavího vedl různé instituce. Byl jedním z významných členů královského dvora. Dne 3. září 1949 byl jmenován čestným předsedou nejvyšší plánovací rady íránského sedmiletého plánu. Po svržení vlády Muhammada Mosaddeka v srpnu 1953 se objevily návrhy na sesazení šáha Muhammada a jeho nahrazení Abdolem Rezou ve funkci.
V letech 1954–1955 byl vedoucím plánovací organizace. V letech 1969–1979 byl předsedou íránského centra pro manažerská studia, které je součástí Harvardovy univerzity. Vedl také vysokou radu pro ochranu přírody a mezinárodní radu pro ochranu zvěře a volně žijících živočichů. Byl také členem Královské rady, která řídila Írán během mezinárodních návštěv Muhammada Rezy Pahlavího. Po vraždě dvorního ministra v roce 1949 navrhl, aby šáh potlačil „náboženské živly“, stejně jako to udělal Rezá Šáh. Tvrdil, že tento atentát by mohl být použit jako legitimní důvod pro přijetí otcovy politiky „železné pěsti“. Věřil také, že taková strategie je pro rozvoj Íránu nutností. Byl jedním z kritiků šáha na konci 50. let.
Zabýval se také podnikáním, byl úplným nebo částečným vlastníkem továren, důlních provozů a zemědělských podniků. Kromě toho se v té době zabýval i záležitostmi životního prostředí. Spolu s dalšími příbuznými opustil Írán před revolucí v roce 1979.

## Lov a ochrana volně žijících živočichů

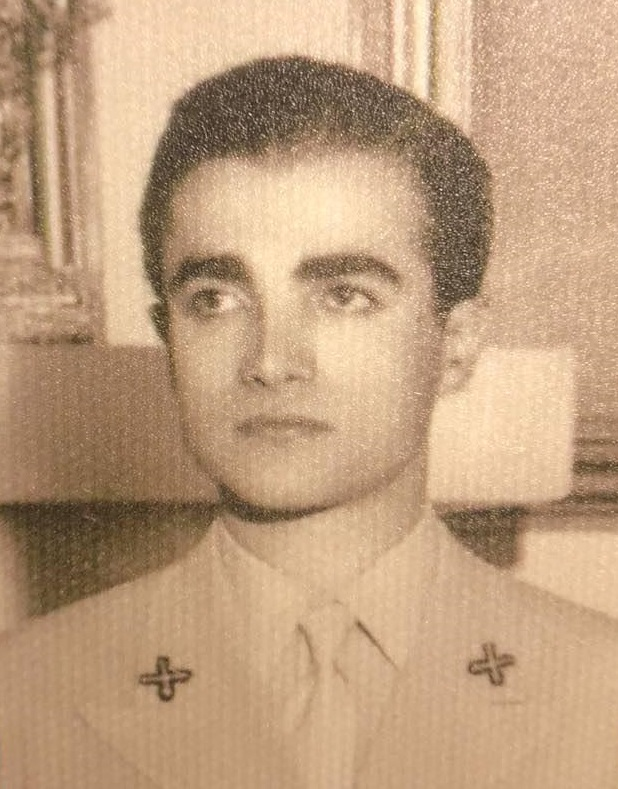
Abdol Rezá Pahlaví v mládí

Po celý život byl nadšeným lovcem a sportovcem. Byl zakladatelem a prezidentem Mezinárodní nadace pro ochranu zvěře v Paříži, skupiny propagující ochranu divoké zvěře a odpovědný lov v rozvojových zemích.
Podílel se na vytvoření prvních íránských zákonů o zvěři a pomohl vytvořit v Íránu více než 20 milionů akrů rezervací a parků. Ačkoli byl kritizován za podporu trofejního lovu pro sebe a své přátele, v čele íránského ministerstva životního prostředí agresivně pronásledoval pytláky a zavedl jeden z nejrozsáhlejších a nejúspěšnějších programů pro lov zvířat v rozvojovém světě. Zasloužil se také o přijetí zákona na ochranu ohrožených druhů, jako jsou gazela, tygr kaspický, gepard a daněk mezopotámský, před vyhynutím a ukládal přísné pokuty za porušení zákona o lovu zvěře. V roce 1978 schválil převoz čtyř daňků mezopotámských z Íránu do Izraele ještě před pádem šáha. Podle průzkumu íránského ekologa vedl nadměrný lov a ničení životního prostředí od roku 1978 k vyhynutí několika druhů, které byly kdysi původní na Íránské vysočině.

### Ocenění za lov
Byl držitelem několika ocenění za své lovecké aktivity. V roce 1962 mu byla udělena cena Weatherby Award. V roce 1984 byl zařazen do lovecké síně slávy a v roce 1988 obdržel Mezinárodní loveckou cenu.

## Osobní život
Dne 12. října 1950 se v Teheránu oženil s Parí Símou Zand. Z tohoto manželství měl dvě děti: Kamjara (* 1952) a Sarvenáz (* 1955). Jeho rodina žila na Floridě a v Paříži.

## Smrt
Zemřel 11. května 2004 na Floridě.

## Vyznamenání
- Nejvyšší řád renesance (1949)
- rytíř velkokříže Řádu zásluh o Italskou republiku (1974)
- Řád nejvyššího slunce – I. třída
- Řád Serafínů (1970)[24]
- rytířský velkokříž Řádu Isabely Katolické (1978)[25]